# تيري ريان (لاعب هوكي جليد)
تيري ريان هو لاعب هوكي جليد كندي، ولد في 14 يناير 1977 في سانت جونز في كندا.

## وصلات خارجية
- تيري ريان على موقع دوري الهوكي الوطني (الإنجليزية)
- تيري ريان على موقع EliteProspects.com (الإنجليزية)
- تيري ريان على موقع HockeyDB.com (الإنجليزية)
- تيري ريان على موقع Hockey-Reference.com (الإنجليزية)